# Меретуков, Аслан Ахмедович
Аслан Ахмедович Меретуков (10.10.1936, Хакуринохабль — 17.12.2004, Хакуринохабль) — передовик советского сельского хозяйства, звеньевой колхоза имени XXII съезда КПСС Шовгеновского района Адыгейской автономной области (ныне — Республики Адыгея) Герой Социалистического Труда  (08.04.1971).

## Биография
Родился 10 октября 1934 года в ауле Хакуринохабль Шовгеновского района Адыгейской автономной области. Когда началась Великая Отечественная война отец Аслана — Ахмед Меретуков, колхозный кузнец, ушел на фронт и не вернулся. Мать, Сикара Труховна, сорок лет не покидавшая колхозного поля, мужественно перенесла все трудности и невзгоды, подняла детей, двух малолетних сыновей и дочь.
После окончания восьми классов средней школы восемнадцатилетний Аслан вместе со своими сверстниками остался в колхозе, трудился там, где нужны были сильные молодые руки.
В 1956 году Аслана призвали в Советскую Армию. Четыре года исправно нёс службу солдат, был отличником боевой и политической подготовки, заслужил несколько благодарностей командования.
В 1960 году, демобилизовавшись из армии, возвращается в родной колхоз, работает трактористом.
В 1963 году заканчивает Ханское училище механизации сельского хозяйства (ныне — Лицей № 2) и получает профессию механизатора широкого профиля. Это знаменитое учебное заведение окончили будущие Герои Социалистического Труда Головченко Василий, Ашинов Якуб и Аслан Сиюхов.
В 1965 году возглавил механизированное звено. В первом же году звено собрало с каждого гектара по 32,8 центнера озимой пшеницы, по 53 центнера зерна кукурузы, по 71 центнеру стебля конопли.
В 1968 году с площади 161 гектар звено получает на круг по 56,2 центнера пшеницы, а сахарной свеклы — по 401 центнеру с каждого гектара. Такого урожая здесь никогда не собирали.
А в 1969 году всю зиму и весной не прекращались пыльные бури. Ураганные ветры сушили землю, срывали и поднимали с нее тучи плодородного чернозема. Звено дважды пересевало свои свекловичные плантации. В тот год механизаторы вырастили по 36,6 центнера озимой пшеницы, 24,3 центнера маслосемян подсолнечника и 304 центнера сахарной свеклы с каждого гектара. И опять эти показатели были самые высокие в колхозе.
Но самым урожайным для коллектива механизаторов был 1970, завершающий год пятилетки. С каждого из 170 гектаров звено собрало по 55,3 центнера озимой пшеницы, с площади 120 гектаров получено на круг по 31,2 центнера маслосемян подсолнечника, с площади 80 гектаров — по 461 центнеру сахарной свеклы и кукурузы на силос с площади 50 гектаров — по 450 центнеров зеленой массы.
За пять лет коллектив механизированного звена произвел без ручного труда 32,6 тысячи центнеров озимой пшеницы, около 73 тысяч центнеров сахарной свеклы и 10 тысяч центнеров маслосемян подсолнечника, десятки тысяч центнеров стебля конопли и силосной кукурузной массы. И в его звене самая дешевая по себестоимости продукция в колхозе.
На тракторе ДТ-75 в 1970 году он выработал 1409 гектаров мягкой пахоты, а из бункера закрепленного комбайна выдал 7277 центнеров зерна. За год он сэкономил около 3 тысяч килограммов дизельного топлива и запасных частей почти на 500 рублей.
Отличный рационализатор. Только за последние годы он внес 6 рацпредложений. Так, по его предложению была переоборудована восьмирядная кукурузная сеялка в десятирядную для посева кукурузы на силос. Это позволило повысить урожайность зеленой массы на 25 процентов. Внедрил в производство бесцепочную систему агрегатирования трёх сеялок.
Без отрыва от производства в 1970 году сам окончил среднюю школу.
Указом Президиума Верховного Совета СССР от 8 апреля 1971 года за выдающиеся успехи в выполнении заданий восьмой пятилетки, большой вклад в повышение эффективности производства и качества продукции А. А. Меретукову присвоено звание Героя Социалистического Труда с вручением ордена Ленина и золотой медали «Серп и Молот».
Он награжден также орденом Октябрьской Революции, медалью «За доблестный труд. В ознаменование 100-летия со дня рождения В. И. Ленина».
Избирался депутатом Верховного Совета РСФСР, Краснодарского краевого Совета народных депутатов. Являлся членом Шовгеновского райкома КПСС, депутатом районного Совета народных депутатов.
Умер 17 декабря 2004 года в ауле Хакуринохабль Шовгеновского района

## Семья
Жена,

## Награды
- Золотая медаль «Серп и Молот» (08.04.1971);
- Орден Ленина (08.04.1971).
- Орден Октябрьской Революции.
- Медаль «В ознаменование 100-летия со дня рождения Владимира Ильича Ленина» (6 апреля 1970)

## Память

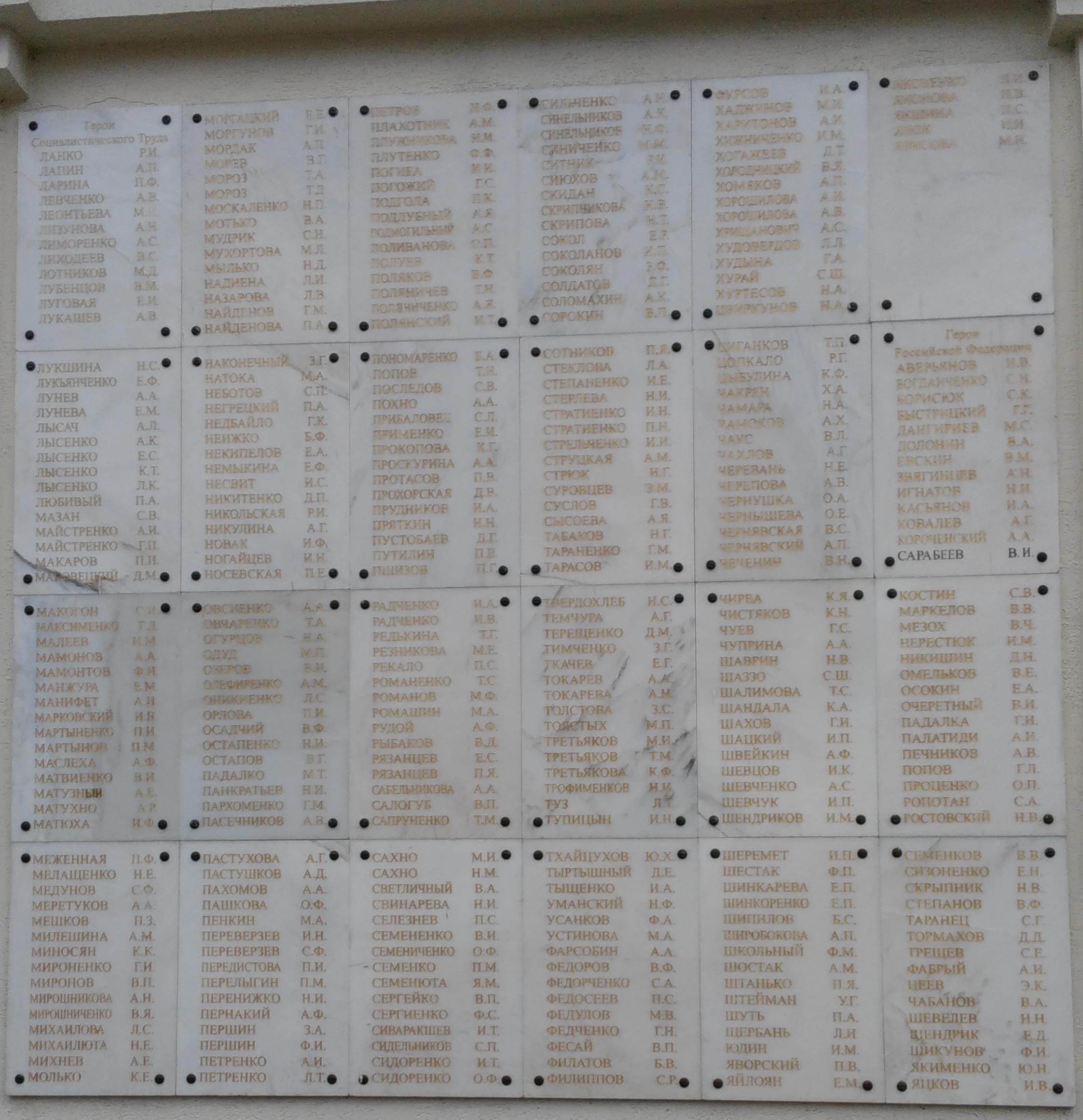
Мемориальная доска с именами Героев Социалистического Труда Кубани и Адыгеи. Краснодар 2017

- Имя Героя золотыми буквами вписано на мемориальной доске в Краснодаре.
- На могиле установлен надгробный памятник.